# Jagdstaffel 3
A Jagdstaffel 3, também conhecida por Jasta 3, foi uma esquadra de aeronaves da Luftstreitkräfte que combateu pelo Império Alemão durante a Primeira Guerra Mundial. Criada como uma das primeiras esquadras de combate, serviu durante a guerra até ao armistício de 11 de Novembro de 1918. A Jasta 3 concretizou 87 vitórias, perdendo 16 pilotos em combate, 4 em acidentes, um como prisioneiro de guerra e dois feridos.

## Aeronaves
- Albatros D.III
- Albatros D.V
- Halberstadt D.III